# 少年少女 (中村中のアルバム)
『少年少女』（しょうねんしょうじょ）は、中村中の4枚目のオリジナル・アルバム。

## 概要
2010年9月22日に発売。今作からCDのみの発売。「家出少女」を含む全11曲が収録。1曲目「家出少女」、6曲目「人間失格」、11曲目「不良少年」をアルバムの軸として、アルバム全体が少年と少女の物語になっている。本作は本人曰く「自信作」である。CDJournal.comでは、中村中 連載「『少年少女』の世界」として5回に渡り、インタビュー、楽曲解説、様々な人から『少年少女』を読み解くという企画が組まれた。第52回日本レコード大賞優秀アルバム賞を受賞。

## 収録曲
| 全作詞・作曲: 中村中（特記以外）、全編曲: 中村中、根岸孝旨（特記以外）。 |                                                                         |                    |                    |      |
| #                                                                        | タイトル                                                                | 作詞               | 作曲・編曲         | 時間 |
| 1.                                                                       | 「家出少女」(編曲: 根岸孝旨)                                            | 中村中（特記以外） | 中村中（特記以外） | 5:31 |
| 2.                                                                       | 「ここは、風の街」                                                      | 中村中（特記以外） | 中村中（特記以外） | 4:57 |
| 3.                                                                       | 「独白」                                                                | 中村中（特記以外） | 中村中（特記以外） | 4:17 |
| 4.                                                                       | 「初恋」                                                                | 中村中（特記以外） | 中村中（特記以外） | 4:56 |
| 5.                                                                       | 「秘密」                                                                | 中村中（特記以外） | 中村中（特記以外） | 5:12 |
| 6.                                                                       | 「人間失格」                                                            | 中村中（特記以外） | 中村中（特記以外） | 5:15 |
| 7.                                                                       | 「旅人だもの」(作詞: 中村中、竹原ピストル / 作曲: 中村中、竹原ピストル) | 中村中（特記以外） | 中村中（特記以外） | 4:02 |
| 8.                                                                       | 「戦争を知らない僕らの戦争」                                            | 中村中（特記以外） | 中村中（特記以外） | 7:17 |
| 9.                                                                       | 「青春でした。」                                                        | 中村中（特記以外） | 中村中（特記以外） | 5:18 |
| 10.                                                                      | 「ともだちになりたい」                                                  | 中村中（特記以外） | 中村中（特記以外） | 4:04 |
| 11.                                                                      | 「不良少年」                                                            | 中村中（特記以外） | 中村中（特記以外） | 5:48 |
| 合計時間:                                                                | 合計時間:                                                               | 56:37              |                    |      |